# الفضل بن شاذان
الفضل بن شاذان، هو أبو محمّد الفضل بن شاذان بن الخليل الأزدي النيشابوري، من فقهاء الشيعة ومحدثيهم ومتكلميهم لم تحدد المصادر تاريخ ولادته إلا أنه من أعلام القرن الثالث الهجري والظاهر أنه ولد في نيسابور باعتباره نيشابوري.

## من أقوال عن أهل البيت فيه
- قال الحسن بن علي العسكري: «رحم الله الفضل».[2]
- قال الحسن بن علي العسكري: «أغبط أهل خراسان بمكان الفضل بن شاذان، وكونه بين أظهرهم».[3]

## أقوال علماء الشيعة فيه
- قال النجاشي: «كان ثقة، أحد أصحابنا الفقهاء والمتكلّمين، وله جلالة في هذه الطائفة، وهو في قدره أشهر من أن نصفه».[4]
- قال الشيخ الطوسي: «فقيه، متكلّم، جليل القدر».[5]
- قال العلاّمة الشيعي الحلّي: «كان ثقة، جليلاً، فقيهاً، متكلّماً، له عظم شأن في هذه الطائفة».[6]

## روايته للحديث
أعتبر من رواة الحديث في القرن الثالث الهجري، وقد وقع في إسناد كثير من الروايات تبلغ زهاء (775) مورداً مثل علي بن موسى الرضا ومحمد بن علي الجواد وأبيه شاذان بن الخليل والحسن بن محبوب السرّاد وحمّاد بن عيسى وصفوان بن يحيى ومحمّد بن أبي عمير ومحمد بن الحسن الواسطي ومحمد بن سنان.

## من كتبه
وذكر الكنجي أنه صنف مائة وثمانين كتابا وقع إلينا منها: كتاب النقض على الإسكافي في تقوية الجسم، كتاب العروس وهو كتاب العين، كتاب الوعيد، كتاب الرد على أهل التعطيل، كتاب الاستطاعة، كتاب مسائل في العلم، كتاب الاعراض والجواهر، كتاب العلل، كتاب الايمان، كتاب الرد على الثنوية، كتاب إثبات الرجعة، كتاب الرجعة حديث، كتاب الرد على الغالية المحمدية، كتاب تبيان أصل الضلالة، كتاب الرد على محمد بن كرام، كتاب التوحيد في كتب الله، كتاب الرد على أحمد بن الحسين، كتاب الرد على الأصم، كتاب في الوعد والوعيد آخر، كتاب الرد على البيان (اليمان ظ) بن رئاب، كتاب الرد على الفلاسفة، كتاب محنة الإسلام، كتاب السنن، كتاب الأربع مسائل في الإمامة، كتاب الرد على المنانية، كتاب الفرائض الكبير، كتاب الفرائض الأوسط، كتاب الفرائض الصغير، كتاب المسح على الخفين، كتاب الرد على المرجئة، كتاب الرد على القرامطة، كتاب الطلاق، كتاب مسائل البلدان، كتاب الرد على البائسة، كتاب اللطيف، كتاب القائم عليه السلام، كتاب الملاحم، كتاب حذو النعل بالنعل، كتاب الإمامة كبير، كتاب فضل أمير المؤمنين عليه السلام، كتاب معرفة الهدى والضلالة، كتاب التعري والحاصل، كتاب الخصال في الإمامة، كتاب المعيار والموازنة، كتاب الرد على الحشوية، كتاب النجاح في عمل شهر رمضان، كتاب الرد على الحسن البصري في التفضيل، كتاب النسبة بين الجبرية والثنوية.

## وفاته
تُوفّي عام 260 هجريًا بمدينة نيشابور، ودُفن فيها، وقبره معروف يُزار.